# Marvel: Ultimate Alliance 2
 (octobre 2019).
Si vous disposez d'ouvrages ou d'articles de référence ou si vous connaissez des sites web de qualité traitant du thème abordé ici, merci de compléter l'article en donnant les références utiles à sa vérifiabilité et en les liant à la section « Notes et références ».
Marvel: Ultimate Alliance 2 (anciennement Marvel Ultimate Alliance 2: Fusion) est un jeu vidéo sorti le 25 septembre 2009 en France. Il est édité par Activision et développé par Vicarious Visions. Le jeu est présent sur de nombreuses plateformes : Nintendo DS, PlayStation 3, PlayStation 2, PlayStation Portable, Wii, Xbox 360 et Windows. L'histoire se passe pendant la saga de comics Civil War et  fait suite à Marvel: Ultimate Alliance.

## Histoire
L'histoire se passe pendant la Guerre civile sur la Terre-616 et ce deuxième opus propose un nouveau système de jeu comme les attaques fusionnées (attaques spéciales souvent dévastatrices).

## Système de jeu
Le gameplay est similaire à l'épisode précédent, à savoir celui d'un Action-RPG. Une nouveauté dans le gameplay fait son apparition. Deux personnages peuvent fusionner leurs attaques (par ex. Iron Man + Wolverine).

## Personnages
Les personnages confirmés sont :
- Captain America
- Daredevil
- Deadpool
- Gambit
- Le Bouffon Vert
- Hulk
- La Torche Humaine
- Iceman
- La femme invisible
- Iron Man
- Jean Grey
- Luke Cage
- Mr Fantastique
- Ms. Marvel
- Nick Fury
- Penance
- Songbird
- Spider-Man
- Tornade
- La Chose
- Thor
- Venom
- Wolverine

Personnages exclusifs suivant le système ou la console
- Blade (PS2, PSP & Wii)
- Carnage (téléchargement PS3 & Xbox 360)
- Cyclope (PS2, PSP & Wii)
- Iron fist (PS3 & Xbox 360)
- Le Fléau (PS3 & Xbox 360 pré-commande)
- Psylocke (PS2, PSP & Wii)
- Sentry (Nintendo DS)
- She-Hulk (Nintendo DS)

Anti-Registration Bosses
- Bishop (PS3 & Xbox 360)
- Veuve noire
- Bullseye
- Lady Deathstrike
- L'Homme de Métal
- Homme-Multiple
- She-Hulk
- War Machine
- Wonder Man
- Yellowjacket

Pro-Registration Bosses
- Cable
- Cloak & Dagger
- Colossus
- Firestar
- Goliath
- Hercule
- Patriot
- Prodigy
- Homme-Multiple
- Spider-Woman

Autres personnages
- La Panthère Noire
- Maria Hill
- Namorita
- Nitro

### Boss
- A-Bomb (PS3 & Xbox 360)
- L'Homme-Absorbant (PS2, PSP & Wii)
- Diamondback
- Electro
- Equinox (PS3 & Xbox 360)
- Gargouille Grise (PS2, PSP & Wii)
- Moissonneur (PS3 & Xbox 360)
- Havok (PS3 & Xbox 360)
- Justice (PS3 & Xbox 360)
- Lucia von Bardas
- Le Lézard
- Magnéto (PS2, PSP & Wii)
- Homme-Singe (PS2, PSP & Wii)
- Opale
- Vif-Argent (PS2, PSP & Wii)
- Scorpion (PS2, PSP & Wii)
- Scorcher
- Shocker
- Bricoleur
- Homme de Titanium (PS3 & Xbox 360)
- Whirlwind (PS3 & Xbox 360)
- Le soldat de l'hiver (PS2, PSP & Wii)
- Sorcier

## Caméo
Lors de la libération des sénateurs, le joueur fait la connaissance du sénateur Lieber... qui n'est autre que Stan Lee.